# Lonchaea dunni
Lonchaea dunni är en tvåvingeart som beskrevs av Mcalpine 1964. Lonchaea dunni ingår i släktet Lonchaea och familjen stjärtflugor.
Artens utbredningsområde är Québec. Inga underarter finns listade i Catalogue of Life.